# تشو تشو تشارلز
تشو تشو تشارلز (بالإنجليزية: Choo-Choo Charles)‏ هي لعبة فيديو رعب ومغامرات طُورت ونشرت بواسطة توو جيم ستار، صدرت في 9 ديسمبر 2022 وتعمل على جهاز مايكروسوفت ويندوز.